# ألكسندر كيروف
ألكسندر كيروف (بالبلغارية: Александър Киров)‏ (25 أكتوبر 1990 في بلغاريا - ) هو لاعب كرة قدم بلغاري في مركز الهجوم. شارك مع منتخب بلغاريا تحت 21 سنة لكرة القدم. أما مع النوادي، فقد لعب مع بوتيف فراتسا وسبارتاك بلوفديف وليفسكي صوفيا ونادي سبارتاك بليفين وFC Montana ‏ وFC Lokomotiv Mezdra ‏ وPSFC Chernomorets Burgas ‏.

## وصلات خارجية
- ألكسندر كيروف على موقع Soccerway.com (الإنجليزية)